# Saison 6 de Weeds
Chronologie
Saison 5 de Weeds Saison 7 de Weeds
Cet article présente le guide de la saison 6 du feuilleton télévisé Weeds.

## Distribution

### Acteurs principaux
- Mary-Louise Parker: Nancy Botwin
- Hunter Parrish: Silas Botwin
- Alexander Gould: Shane Botwin
- Justin Kirk: Andy Botwin
- Kevin Nealon: Doug Wilson (10 épisodes)

### Acteurs invités
- Jennifer Jason Leigh: Jill Price-Grey
- Demián Bichir: Esteban Reyes
- Guillermo Díaz: Guillermo García Gómez
- Alanis Morissette: Dr. Audra Kitson
- Linda Hamilton: Linda
- Mark-Paul Gosselaar: Jack

### Acteurs récurrents
- Andy Milder: Dean Hodes
- Renée Victor: Lupita
- Enrique Castillo: Cesar de la Cruz
- Hemky Madera: Ignacio Morero, Jr.

## Épisodes

### Épisode 1:La Partie de croquet
- États-Unis : 16 août 2010
- France : 16 août 2012
- Belgique : 22 août 2012

### Épisode 2:Terre promise
- États-Unis : 23 août 2010
- France : 16 août 2012
- Belgique : 22 août 2012

### Épisode 3:L’herbe est toujours plus verte
- États-Unis : 30 août 2010
- France : 30 août 2012
- Belgique : 29 août 2012

### Épisode 4:Mets de l’huile
- États-Unis : 13 septembre 2010
- France : 30 août 2012
- Belgique : 29 août 2012

### Épisode 5:L’Effet boomerang
- États-Unis : 20 septembre 2010
- France : 6 septembre 2012
- Belgique : 29 août 2012

### Épisode 6:Lardons pour lardons
- États-Unis : 27 septembre 2010
- France : 6 septembre 2012
- Belgique : 29 août 2012

### Épisode 7:Du beurre dans les épinards
- États-Unis : 4 octobre 2010
- France : 13 septembre 2012
- Belgique : 5 septembre 2012

### Épisode 8:Hors-la-loi, mode d’emploi
- États-Unis : 11 octobre 2010
- France : 20 septembre 2012
- Belgique : 5 septembre 2012

### Épisode 9:Stable, vous avez dit stable?
- États-Unis : 18 octobre 2010
- France : 20 septembre 2012
- Belgique : 5 septembre 2012

### Épisode 10:Retour à Dearborn
- États-Unis : 25 octobre 2010
- France : 27 septembre 2012
- Belgique : 12 septembre 2012

### Épisode 11:Amour, lycées et conséquences
- États-Unis : 1er novembre 2010
- France : 27 septembre 2012
- Belgique : 12 septembre 2012

- Ayelet Ben-Shahar (Adara)
- Marian Filali (Rida)
- Elisa Perry (Servante)
- Sara Von Horn (Phyllis, la bibliothécaire)

### Épisode 12:Les morts ne se vantent pas
- États-Unis : 8 novembre 2010
- France : 4 octobre 2012
- Belgique : 12 septembre 2012

- Ava Acres (Jessie)
- Ayelet Ben-Shahar (Adara)
- Marian Filali (Rida)

### Épisode 13:L'amour hypothétique n'est pas mort
- États-Unis : 15 novembre 2010
- France : 4 octobre 2012
- Belgique : 12 septembre 2012

- Gigi Bermingham (Hôtesse de l'air)
- Jessica Culaciati (Femme à l'aéroport)
- David Trice (Agent de billetterie)
- Breeda Wool (Agent d'embarquement)